# Sergiu-George Rizescu
Sergiu-George Rizescu (n. 23 iulie 1932) este un fost deputat român în legislatura 1992-1996 și în legislatura 1996-2000, ales în județul Argeș pe listele partidului PNȚCD/PER.